# Casa de cidade

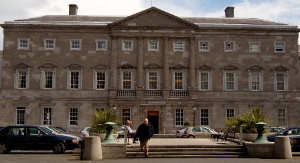
Casa Leinster, século 18 Dublin casa de cidade do Duke of Leinster. É agora a sede do parlamento.

Historicamente no Reino Unido, Irlanda e em muitos outros países, a casa de cidade (ou uma "casa na cidade") era uma residência de um nobre ou membro da aristocracia na capital ou numa cidade principal.